# Velika narodna loža Poljske
Velika narodna loža Poljske je prostozidarska velika loža na Poljskem, ki je bila obnovljena leta 1991.
Združuje 11 lož, ki imajo skupaj 250 članov.